# Party in the U.S.A.
Party in the U.S.A. ist ein Lied der amerikanischen Sängerin Miley Cyrus. Das Lied wurde von Jessie J, Dr. Luke und Claude Kelly geschrieben und von Dr. Luke produziert. Am 11. August 2009 wurde das Lied von Hollywood Records als erste Single von Cyrus EP The Time of Our Lives veröffentlicht. Die Single erreichte in acht Ländern die Top Ten der Charts. In den Vereinigten Staaten debütierte das Lied direkt auf Platz 2 der Billboard Hot 100 und wurde mit Diamant ausgezeichnet.

## Hintergrund
Für das Stück wurde sowohl Computersound als auch Instrumente wie elektrische Gitarren und Schlagzeug verwendet. Cyrus erklärte, Party in the U.S.A. sei eine Hommage an die USA und wählte das Stück als erste Single aus ihrer EP The Time of Our Lives. Am 29. Juli 2009 wurde das Lied erstmals im US-Radio gespielt, nachdem das Lied zuvor schon im Internet erschienen war. Party in the U.S.A. wurde am 11. August 2009 digital veröffentlicht.
Party in the U.S.A. ist ein Dance-Pop-Song mit R&B-, Reggae- und Rockelementen. Das Lied hat 96 Schläge pro Minute, wurde in F-Dur geschrieben und Cyrus Gesang umfasst zwei Oktaven, von F3 bis D5. Der Text von Party in the U.S.A. behandelt Cyrus Karriere von Nashville bis Hollywood. In den Strophen singt sie über das High-Society-Leben in Hollywood und hört sich Songs von Jay-Z und Britney Spears an, im Refrain singt sie darüber, wie die Lieder der beiden Künstler sie selbst stärker und selbstbewusster machen.

## Musikvideo
Cyrus kontaktierte zum Musikvideodreh Chris Applebaum, der das Musikvideo zu Party in the U.S.A. drehte, als Regisseurin fungierte Miley Cyrus selbst. Größtenteils tanzt Miley Cyrus im Musikvideo mit ihren Tänzerinnen vor einer gigantischen Flagge der Vereinigten Staaten. Bei den MuchMusic Video Awards 2010 gewann das Musikvideo einen Preis in der Kategorie MuchMusic Video Award for Best International Artist Video und wurde in der Kategorie MuchMusic Video Award for People's Choice: Favourite International Video nominiert.

## Rezensionen
Party in the U.S.A. wurde von den meisten Kritikern gelobt. Michael Hann vom britischen The Guardian sagt, Party in the U.S.A. sei ein süßer Popsong. Mikael Wood von New York Citys Magazin Time Out beschreibt das Lied als ein „Mörderlied […] das zeigt, dass Miley eine bessere Rapperin sein kann, als du je erwartet hast.“ Bill Lamb von About.com gab Party in the U.S.A. vier von fünf Sternen für Cyrus Gesang und den Liedtext. Heather Phares von Allmusic bezeichnete das Lied als eines der besten der EP, sie beschrieb es als eine Hymne für Cyrus als Hannah Montana. Erik Ernst von Milwaukee Journal Sentinel sagt, das Lied sei „gewaltig eingängig“. Mikael Wood von der Entertainment Weekly erklärt, dass Party in the U.S.A. Cyrus Einzug in die Urban-Music-Szene sei, nachdem sie zuvor schon in anderen Musikmärkten Erfolge feierte.

## Kommerzieller Erfolg

### Chartplatzierungen
Party in the U.S.A. debütierte in den offiziellen amerikanischen Billboard Hot 100 in der Woche zum 29. August 2009 direkt auf Platz 2, dies blieb in den Vereinigten Staaten auch die Höchstplatzierung des Liedes. In der ersten Woche verkaufte sich das Lied etwa 226.000 Mal durch Downloadverkäufe. Im Vereinigten Königreich stieg Party in the U.S.A. auf Platz elf in den Charts ein, dies blieb auch die Höchstplatzierung.
| ChartsChartplatzierungen       | Höchstplatzierung | Wochen |
| ------------------------------ | ----------------- | ------ |
| Österreich (Ö3)                | 30 (17 Wo.)       | 17     |
| Schweiz (IFPI)                 | 41 (21 Wo.)       | 21     |
| Vereinigte Staaten (Billboard) | 2 (29 Wo.)        | 29     |
| Vereinigtes Königreich (OCC)   | 11 (17 Wo.)       | 17     |

| ChartsJahrescharts (2009)      | Platzierung |
| ------------------------------ | ----------- |
| Vereinigte Staaten (Billboard) | 29          |

| ChartsJahrescharts (2010)      | Platzierung |
| ------------------------------ | ----------- |
| Vereinigte Staaten (Billboard) | 67          |

### Auszeichnungen für Musikverkäufe
| Land/Region                  | Auszeichnungen für Musikverkäufe (Land/Region, Auszeichnung, Verkäufe) | Verkäufe   |
| ---------------------------- | ---------------------------------------------------------------------- | ---------- |
| Australien (ARIA)            | 14× Platin                                                             | 980.000    |
| Brasilien (PMB)              | 2× Platin                                                              | 120.000    |
| Dänemark (IFPI)              | 2× Platin                                                              | 180.000    |
| Deutschland (BVMI)           | Platin                                                                 | 300.000    |
| Italien (FIMI)               | Platin                                                                 | 100.000    |
| Japan (RIAJ)                 | Gold                                                                   | 100.000    |
| Kanada (MC)                  | 4× Platin                                                              | 160.000    |
| Neuseeland (RMNZ)            | 8× Platin                                                              | 240.000    |
| Norwegen (IFPI)              | 3× Platin                                                              | 180.000    |
| Spanien (Promusicae)         | Platin                                                                 | 60.000     |
| Vereinigte Staaten (RIAA)    | 15× Platin                                                             | 15.000.000 |
| Vereinigtes Königreich (BPI) | 4× Platin                                                              | 2.440.000  |
| Insgesamt                    | 1× Gold · 45× Platin · 1× Diamant ·                                    | 19.860.000 |

Hauptartikel: Miley Cyrus/Auszeichnungen für Musikverkäufe